# Arhiducesa Louise de Austria
Luise de Toscana (n. 2 septembrie 1870, Salzburg, Austro-Ungaria – d. 23 martie 1947, Elsene, Comunitatea Francofonă din Belgia⁠(d), Belgia) a fost fiica lui Ferdinand al IV-lea, Mare Duce de Toscana și a celei de-a doua soții, Alice de Bourbon-Parma. Arhiducesa Luise a fost stră-strănepoata regilor Carol al X-lea al Franței, Carol al IV-lea al Spaniei și a împăratului romano-german Leopold al II-lea.

## Familie

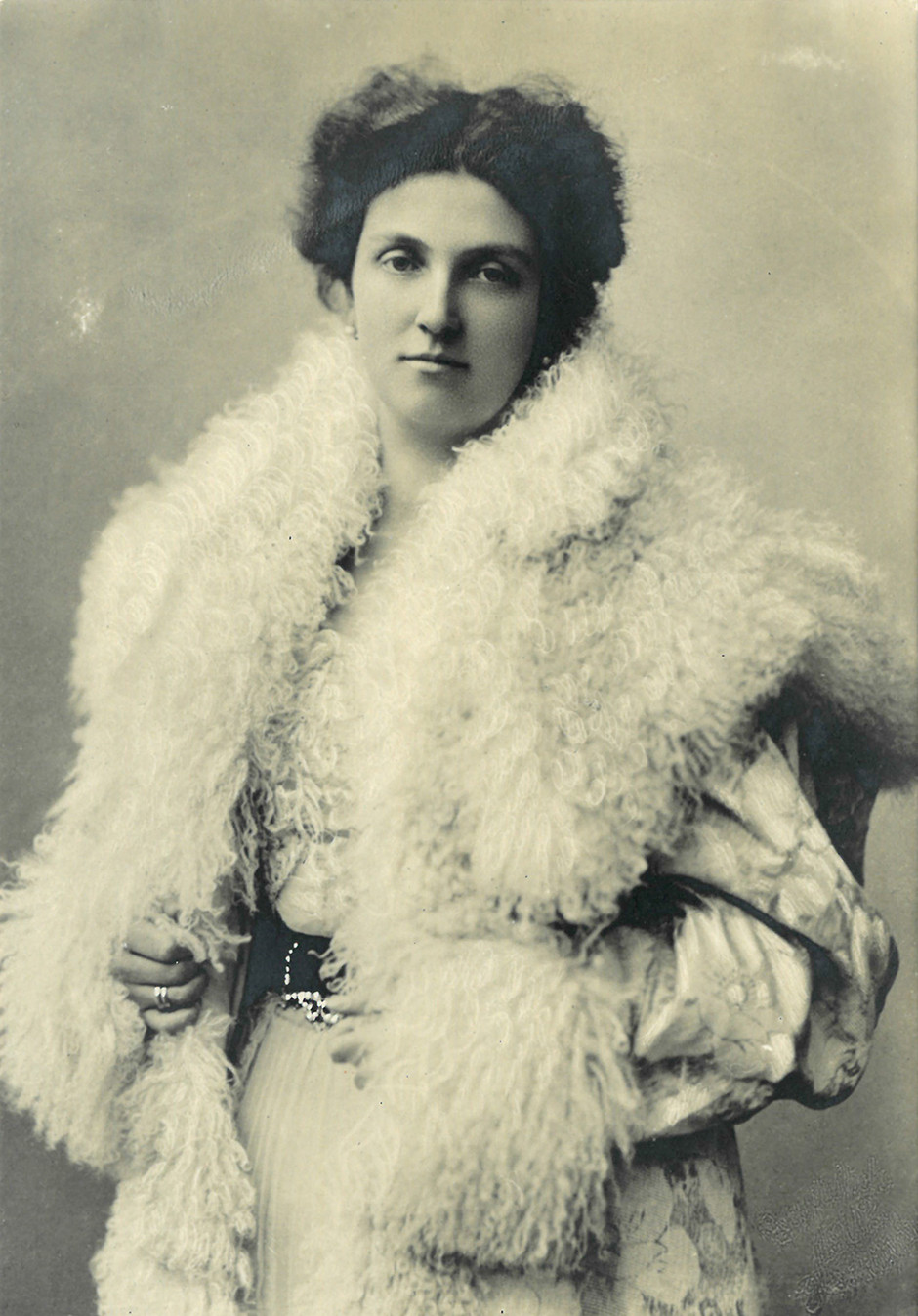
Arhiducesa Luise de Austria, Prințesă de Toscana.

La Viena la 21 noiembrie 1891, Luise s-a căsătorit cu Prințul Frederick Augustus, care mai târziu a devenit Prinț Moștenitor la moartea unchiului său care nu avea moștenitori, regele Albert I, și urcarea pe tron a tatălui său, regele George, în iunie 1902.
Cei doi au divorțat în 1903 printr-un decret regal al regelui după ce ea a fugit în timp ce era însărcinată cu ultimul ei copil. Luise a părăsit Dresda după ce socrul ei a amenințat-o că o va închide într-un sanatoriu de boli mentale pe viață. Fratele ei a susținut-o și a ajutat-o să plece din Saxonia. Împăratul Franz-Josef al Austro-Ungariei nu a recunoscut divorțul lor.
Împreună au avut șapte copii:
- Georg, Prinț Moștenitor al Saxoniei (1893–1943). După ce a devenit preot iezuit, a renunțat la drepturile sale în 1923.
- Friedrich Christian, Margraf de Meissen (1893–1968). Căsătorit cu Prințesa Elisabeta Elena de Thurn și Taxis (1903–1976) și au avut copii.
- Prințul Ernst Heinrich (1896–1971). Căsătorit prima dată cu Prințesa Sofia de Luxemburg (1902–1941), fiica lui William al IV-lea, Mare Duce de Luxemburg, în 1921 și a doua oară cu Virginia Dulon (1910–2002) în 1947 (morganatic). A avut copii cu Sofia.
- Prințesa Maria Alix Karola (n. și d. la 22 august 1898)
- Prințesa Margarete Karola (1900–1962). Căsătorită cu Prințul Friedrich de Hohenzollern (1891–1965).
- Prințesa Maria Alix Luitpolda (1901–1990). Căsătorită cu Franz Joseph, Prinț de Hohenzollern-Emden (1891–1964).
- Prințesa Ana Monica Pia (1903–1976). Căsătorită prima dată cu Arhiducele Joseph Franz de Austria (1895–1957) și a doua oară cu Reginald Kazanjian (1905–1990).

Fiii cei mari, Friedrich August și Friedrich Christian s-au născut în același an, 1893, însă nu au fost gemeni. Friedrich August s-a născut în ianuarie, în timp ce Friedrich Christian s-a născut în decembrie.

### A doua căsătorie
La 25 septembrie 1907, Luise s-a căsătorit cu muzicianul italian Enrico Toselli la Londra. Ei au avut un fiu, Carlo Emanuele Toselli (7 mai 1908 – 1969), și au divorțat cinci ani mai târziu.
Tatăl ei a numit-o contesă de Montignoso, ca suveran al fostului Mare Ducat al Toscanei. După negocieri prelungite, Anna a fost trimisă la Dresda pentru a trăi cu frații ei și de a fi crescută ca un membru al casei regale saxone. Luise a încercat dar a fost împiedicată să-și vadă copii. I s-a permis să-i vadă într-o vizită privată la ambasada saxonă. Nici unul dintre copiii ei au vorbit vreodată împotriva mamei lor în memoriile lor.